# Thalwil
Thalwil est une commune suisse du canton de Zurich.

Photo aérienne (1963).

## Économie
Thalwil est le siège de l'entreprise de torréfaction de café Illy (Suisse).

## Culture et patrimoine

### Héraldique
| Blason | Blasonnement : D'argent aux deux spadices de roseaux de sable passés en sautoir, tigés et feuillés de sinople. |